# Годэн, Марк
Марк Антуан Огюст Годэн, иногда Годен, Гоодин или Гуден (фр. Marc Antoine Auguste Gaudin; 5 апреля 1804 года, Сент — 2 августа 1880 года, Париж) — французский учёный-химик, работавший в Бюро долгот в Париже для финансирования своих многочисленных исследований.

## Биография
Годэн экспериментировал и запатентовал множество изобретений в области оптики, химии и механики. Он также работал над дагерротипами со своим младшим братом Алексисом Годэном, который тогда управлял фотомагазином и который в ноябре 1851 года купил газету La Lumière, которой управлял до 1867 года. В 1850-х годах они вместе основали компанию по производству стереоскопов, Марк Годэн занялся исследованиями, а Алексис занимался коммерческими делами. Затем к ним присоединился их третий брат Шарль Годэн, открывший бутик на улице де ла Перль, в Париже.
На Всемирной выставке 1867 года в Париже Марк Годэн представил большую молекулу брюстерита (цеолита, близкого к гейландиту) согласно своей теории молекулярной морфогении, показывающей расположение атомов в кристалле. Его коллега по Бюро долгот Камиль Фламмарион, тогдашний научный редактор газеты Le Siècle, описал это и выразил сожаление по поводу отсутствия признания изобретателя.
В период с 1867 по 1872 год Марк Годэн четыре раза получал премию Тремона, присуждаемую «ученым-неудачникам».

## Научные достижения

### Синтез минералов
В 1837 году Марк Годэн первым искусственно создал кристаллы рубина (драгоценного камня): он сплавил в глиняном тигле алюмокалиевые квасцы с хроматом калия, и вырастил кристаллы рубина массой около 1 карата. Однако метод Годэна был сложным, трудоёмким и дающим слишком мелкие кристаллы. Поэтому в настоящее время используют Метод Вернейля.

### Фотография
В 1840 году Марк Годэн изобрёл способ тонирования фотографического изображения с помощью раствора хлорида меди.
В 1841 году Годэн изобрёл новую конструкцию фотоаппарата. Камера содержала металлический диск с тремя отверстиями разного диаметра напротив линзы. Поворачивая диск, Годен управлял светопропусканием и глубиной резкости. Для фокусировки вместо выдвижных ящиков Годэн стал использовать телескопические трубки.

### Изобретение кварцевого стекла
В 1837 и 1839 годах Марк Антуан Годэн опубликовал свои результаты по изучению плавленого кварца. В пламени из смеси водорода и кислорода он смог расплавить кварц и получить кварцевое стекло. Годэн выяснил, что кварцевое стекло аморфно и не имеет двойного лучепреломления. Он заметил, что кварцевое стекло из горного хрусталя получалось идеально прозрачным, а кварцевое стекло, которое он получил из песка, содержало тончайшие воздушные капилляры. Годэн заметил исключительную упругость нитей из кварцевого стекла.

### Вакуумный насос
В 1827 году Годэн изобрёл оригинальную конструкцию вакуумного насоса.

### Атомно-молекулярное учение
Слово «молекула» ввёл в физику Амедео Авогадро. Он первым пришёл к идее, что молекулы простых веществ состоят из нескольких атомов. Независимо от него, к той же идее пришёл Андре-Мари Ампер, идеи которого развил Жан-Батист Дюма. Но все они допускали путаницу в терминологии. Авогадро часто называл атомы «элементарными молекулами», а молекулы «составными атомами». Ампер и Дюма называли молекулы атомами, а атомы — частицами (Ампер) или полуатомами (Дюма). Авогадро ошибочно считал, что не может быть оксидов металлов с одним атомом кислорода, а только с двумя и более, а поэтому и атомные массы многих металлов были им определены неправильно. Ампер и Дюма считали атомы точечными, а молекулы — многогранниками, в вершинах которых находятся атомы (этим они объясняли кристаллы). Так как у многогранников число вершин не менее четырёх, Ампер и Дюма считали, что в молекулах водорода, кислорода, азота содержится по 4 атома, в результате число атомов во всех других молекулах тоже было ошибочно удвоено.
В 1833 году Марк Годэн ввёл четкое различие между атомом и молекулой. Он также считал атом «сфероидальным». В отличие от Авогадро, Ампера и Дюма, Годэн принял одноатомность молекул паров ртути и других металлов. Годэн получил правильные формулы для соединений металлов с неметаллами. Годэн также показал, что правильную форму кристаллов можно получить, не прибегая к представлениям Ампера о простых молекулах-многогранниках.
Марк Годэн представил ясный отчет о гипотезе Авогадро относительно атомных весов, используя «объемные диаграммы», которые ясно показывают как полу-корректную молекулярную геометрию (линейная молекула воды), так и правильные молекулярные формулы, например, H2O:

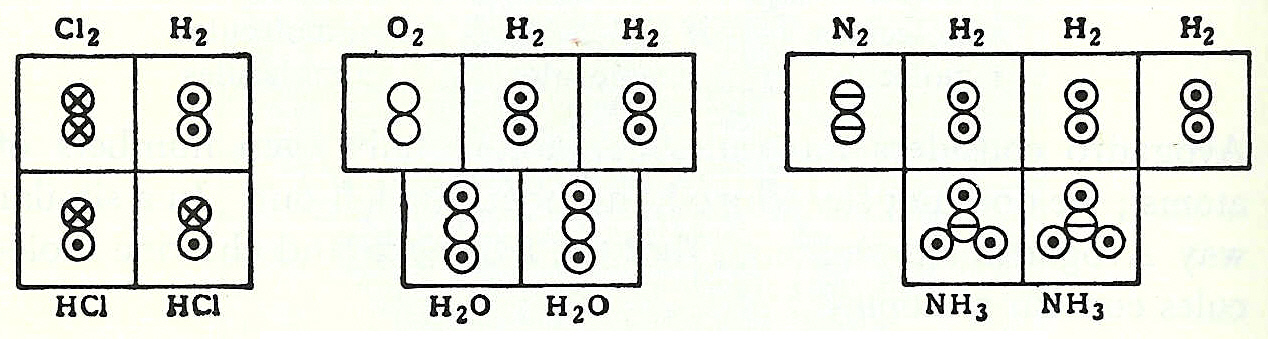
Marc Antoine Auguste Gaudin's volume diagrams of molecules in the gas phase (1833)

## Главные научные публикации Годэна
- "Recherches sur la structure intime des corps inorganiques définis" в "Annales de chimie et de physique", 2nd ser., 52 (1833), 113—133
- Traité pratique de photographie, Paris, J.-J. Dubochet, 1844
- Recherches sur les groupements des atomes dans les molécules, 1847
- Resumé géneral du daguerrréotype, 1852
- Vade mecum du photographe : notice abrégée du daguerréotype et de la photographie sur papier, avec un répertoire de chimie et physique et un formulaire, Paris: Poitevin 1861, Gallica
- Réflexions d’un chimiste philosophe sur les maladies épidémiques, la fièvre des marais, la fièvre jaune, la fièvre typhoïde, la variole, le choléra, la peste, etc., Paris: Charles Gaudin 1866, Gallica
- L’architecture du monde des atomes. Gauthier-Villars, Paris 1873, Gallica